# Bogomir Gorše
Bogomir Gorše (Trst, 9. kolovoza 1918.) je hrvatski violinist, orkestralni i komorni glazbenik. Očuh je Jagode Martinčević. Brat Božidara Gorše.

## Životopis
Rodio se je u Trstu 1918. godine. Diplomirao kod P. Stojanovića na Muzičkoj akademiji u Beogradu. Prvo je bio vojnim glazbenikom. Poslije drugog svjetskog rata radio je kao koncertni majstor u radijski, opernim i u filharmonijskim orkestrima. Radio je u Beogradu, Rijeci, Skoplju i Zagrebu. Nastupao je kao solist i u komornim ansamblima.